# Ryōsen-ji (Shimoda)

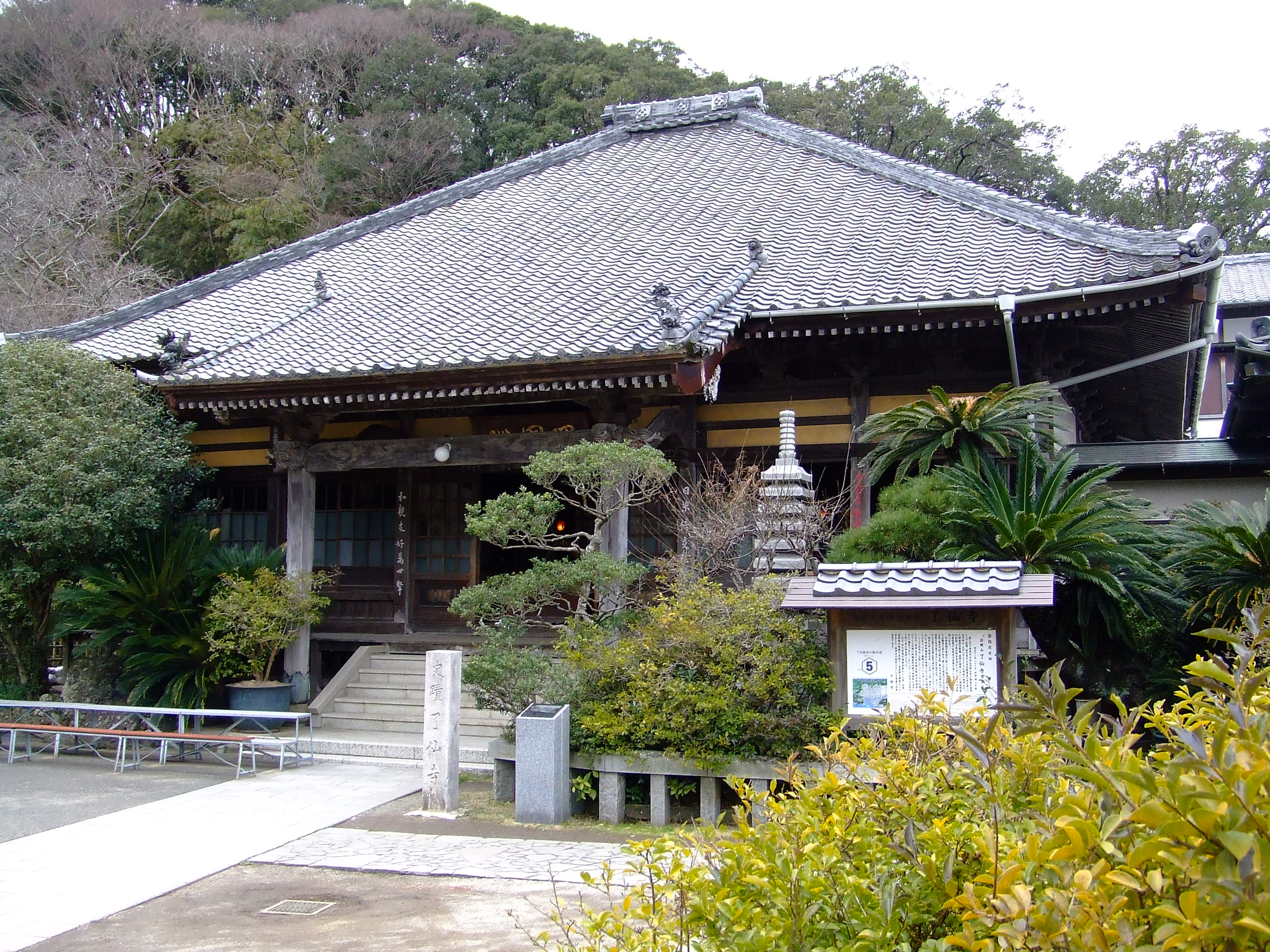
Ryōsen-ji.

Der Ryōsen-ji Ist ein kleiner buddhistischer Tempel der Nichiren-shū in der Stadt Shimoda, Japan.
Der Ryōsen-ji wurde 1635 von einem Priester des Nichiren-Buddhismus namens Nitchō (nicht zu verwechseln mit Nitchō, einem Schüler Nichirens) mit der Unterstützung des zweiten Shimoda-Bugyō (eines Beamten des Tokugawa-Shogunats, der als Bakufu-Mitarbeiter für die Verwaltung des Hafens von Shimoda verantwortlich zeichnete) Imamura Masanaga gegründet.

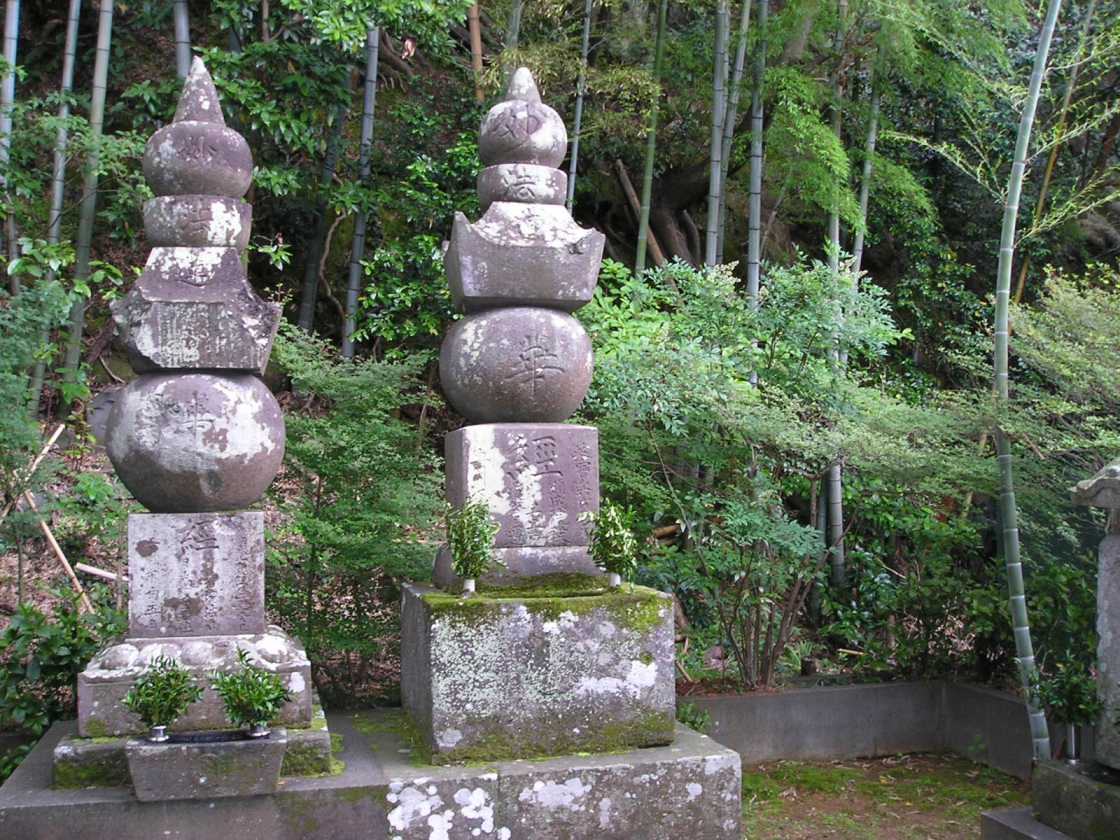
Zwei Gorintō in Andenken zweier Mitbegründer des Tempels.

Die drei großen Stein-Gorintō, die sich auf dem Tempelgelände befinden (Gräber einiger Shimoda-Bugyō), werden als Denkmäler der Stadt Shimoda aufgelistet.
Das Tempelgelände wurde Kommodore Matthew Perry im Jahr 1854 als Wohnsitz zugewiesen. Historische Bedeutung erlangte der Tempel aber erst am 29. Juli 1858, da an diesem Ort der sog. Harris-Vertrag zwischen den Vereinigten Staaten von Amerika und Japan (Tokugawa-Shogunat) unterschrieben wurde. Aus diesem Grund wurde der Tempel von der japanischen Regierung zur historischen Stätte erklärt, weshalb sich heute auch ein kleines Museum auf dem Tempelgelände befindet.